# Malva tournefortiana
Malva tournefortiana là một loài thực vật có hoa trong họ Cẩm quỳ. Loài này được L. mô tả khoa học đầu tiên năm 1755.